# منطقه تاوبئی
منطقه تاوبئی (به چینی: 洮北区) یک منطقه در بای‌چنگ چین است که مناطق شهری مرکز این «شهر در سطح ولایت» را شامل می‌شود.
منطقه تاوبئی ۲٬۵۷۸٫۳۴ کیلومتر مربع مساحت و ۴۷۴٬۲۷۶ نفر جمعیت دارد.

## تقسیمات اداری
منطقه تاوبئی به ۱۲ ناحیه، ۷ شهرک، ۴ قصبه، و ۱ قصبه قومیتی (برای مردم مغول) تابعه تقسیم شده است. پنج «میدان» هم‌سطح قصبه نیز تابع این شهرستان می‌باشد. 
در چین، اصطلاحاتی چون «شهر در سطح ولایت»، منطقه شهری، و غیره شامل اراضی وسیع و متنوعی می‌شوند که مرکزیت آنان را یک شهر مهم تشکیل می‌دهند. این ۱۲ ناحیه، منطقهٔ شهری اصلی «شهر در سطح ولایت» بای‌چنگ و «منطقهٔ تاوبئی» را شامل می‌شود.
- ناحیه باوپینگ (保平街道، Bǎopíng jiēdào)
- ناحیه تیه‌دونگ (铁东街道، Tiědōng jiēdào)
- ناحیه جنوب‌شهر (چنگ‌نان) (城南街道، Chéngnán jiēdào)
- ناحیه چانگ‌چینگ (长庆街道، Chángqìng jiēdào)
- ناحیه روی‌گوانگ (瑞光街道، Ruìguāng jiēdào)
- ناحیه شی‌جیاو (西郊街道، Xījiāo jiēdào)
- ناحیه شینگ‌فو (幸福街道، Xìngfú jiēdào)
- ناحیه شین‌لی (新立街道، Xīnlì jiēdào)
- ناحیه شین‌هوا (新华街道، Xīnhuá jiēdào)
- ناحیه گوان‌یین‌هاو (官银号街道، Guānyínhào jiēdào)
- ناحیه مینگ‌رن (明仁街道، Míngrén jiēdào)
- ناحیه های‌مینگ (海明街道، Hǎimíng jiēdào)
- ناحیه گوان‌یین‌هاو (官银号街道، Guānyínhào jiēdào)

- شهرک پینگ‌آن (平安镇، Píng'ān zhèn)
- شهرک پینگ‌تای (平台镇، Píngtái zhèn)
- شهرک تاوهه (洮河镇، Táohé zhèn)
- شهرک داوباو (到保镇، Dàobǎo zhèn)
- شهرک چینگ‌شان (青山镇، Qīngshān zhèn)
- شهرک لینگ‌شیا (岭下镇، Lǐngxià zhèn)
- شهرک لین‌های (林海镇، Línhǎi zhèn)

- قصبه دونگ‌فنگ (东风乡، Dōngfēng xiāng)
- قصبه جین‌شیانگ (金祥乡، Jīnxiáng xiāng)
- قصبه دونگ‌شنگ (东胜乡، Dōngshèng xiāng)
- قصبه سان‌هه (三合乡، Sānhé xiāng)

- ‌ قصبه قومیتی مغول ده‌شون
  - (德顺蒙古族乡، Déshùn ménggǔzú xiāng)
  - (ᠳ᠋ᠸ ᠱᠦᠨ ᠮᠣᠩᠭᠣᠯ ᠦᠨᠳᠦᠰᠦᠲᠡᠨ ᠦ ᠰᠢᠶᠠᠩ، Д᠋эшүн Монгол үндэстэний Шян, dv šön moŋɣol ündüsüten-ü siyaŋ)

- میدان جنگل‌داری داوباو (到保林场، Dàobǎo línchǎng)
- میدان مرتع‌داری بای‌چنگ (白城牧场، Báichéng mùchǎng)
- میدان زراعتی باومین (保民农场، Bǎomín nóngchǎng)
- میدان زراعتی تاو‌اِرهه (洮儿河农场، Táoerhé nóngchǎng)
- میدان زادآوری گوسفند ژن‌نان (镇南种羊场، Zhènnán zhǒngyángchǎng)